# We Are Golden
We Are Golden é o primeiro single do segundo álbum do cantor Mika, The Boy Who Knew Too Much e foi produzida e mixada por Greg Wells.

## Lançamento
O single estreou nas rádios do Reino Unido em 20 de julho de 2009.
A música foi lançada na Austrália antes do que em todo o mundo para download digital.
Foi disponibilizada para download em 18 de agosto de 2009 na loja iTunes dos Estados Unidos e no Reino Unido sua estréia foi atrasada para download no dia 6 de setembro e para formato em CD físico dia 7 do mesmo mes.

## Tema
Houve uma grande maratona de entrevistas sobre o CD e sobre o single. Em entrevista à Q Magazine, Mika revelou que seu single soaria como se ele tivesse 16/17 anos e ainda completou:
| “ | "We Are Golden" é grande e agressiva, mas por um bom lado. Tem um coro gospel de um coral de crianças mas ao contrário do primeiro CD eles não estão cantando docemente e sim gritando pelo seus pulmões. | ” |

| “ | Eu me perdi em um mundo adolescente e esta música é sobre tentar se convencer de que de que você é alguém especial. | ” |

Mika confirmou que esta canção também trata sobre como lidar com as coisas horríveis da vida como por exemplo o bullying na adolescência:
| “ | Eu estava sendo intimidado na escola e eu queria escrever sobre isso. Eu também estava pensando em como as coisas eram quando eu era um adolescente e me preocupava com as pessoas que passavam por isso quando tinha 20 anos. Essa letra é bem dark porém ao mesmo tempo eu estou dizendo que vou ficar bem e que eu não sou um pedaço de nada como fazem eu me sentir. | ” |

Foi usada em uma série da ABC chamada Make It or Break It que trata de temas adolescentes e foi muito promovida pela mídia no outono de 2009 sendo assim também tema da premiação do canal FOX, Teen Choice Awards no mesmo ano.
Uma curiosidade sobre a música é que o coro que participa da canção também já cantou em Like a Prayer da rainha do pop Madonna.
Inicialmente "We Are Golden" também seria o nome do álbum mas de ultima hora Mika decidiu mudar o nome do registro para algo que ele intitulou de "mais ridiculo" sendo assim o nome do CD revelado no dia 6 de agosto de 2009 na radio da BBC, The Boy Who Knew Too Much.

## Clipe
O videoclipe de "We are Golden" foi filmado em 09 de julho e 10 de Julho de 2009 no Elstree Studios e foi dirigido pelo cineasta sueco Jonas Akerlund. O vídeo estreou em 4 de agosto de 2009, no Reino Unido no canal Channel 4.
O clipe apresenta Mika dançando com uma cueca branca em torno do que seria o seu quarto que segundo ele seria inspirando em todos o anos que Mika passou dançando ao redor de seu quarto como um adolescente

## Crítica
A canção recebeu críticas mistas mas geralmente positivas.
"We Are Golden" é improvável que mude a mente de muita gente pois parece Jim Steinman fazendo High School Musical com duas variedades de coral, uma Gospel e outra infantil. Mika, entretanto, vai de falsete como ele gosta. O que pensamos? Bem, o grande coro faz suas fraquezas valer a pena".
 - Nick Levine do Digital Spy

## Lista de músicas
UK CD single
1. "We Are Golden"  	3:59
2. "We Are Golden" (Calvin Harris Remix) (Radio Edit)	3:34
3. "Lonely Alcoholic"  	3:05

UK Digital Download
1. "We Are Golden"  	3:57
2. "Blue Eyes" (Live From Sadler's Wells)	3:34

UK Digital EP
1. "We Are Golden"  	3:58
2. "We Are Golden" (Calvin Harris Club Mix)	6:28
3. "We Are Golden" (Mirwais Vocal Mix)	6:12
4. "We Are Golden" (Don Diablo Dub)	6:11
5. "We Are Golden" (Bob Sinclar's Big Room Remix)	6:38
6. "We Are Golden" (Acoustic Version) 3:09

UK 12 Single
1. "We Are Golden" (Calvin Harris Club Remix)
2. "We Are Golden" (Calvin Harris Dub Remix)
3. "We Are Golden" (Mirwais Dub Remix)
4. "We Are Golden" (Don Diablo Vocal Remix)

UK 7" Single
1. "We Are Golden"  	3:58
2. "We Are Golden" (Jokers Of The Scene Remix)	8:10

German 2-Track CD single
1. "We Are Golden"  	3:58
2. "We Are Golden" (Bob Sinclar's Big Room Remix)	6:38

German 4-Track CD single
1. "We Are Golden"  	3:59
2. "We Are Golden" (Calvin Harris Remix) (Radio Edit)	3:34
3. "Lonely Alcoholic"  	3:05
4. "We Are Golden" (Music Video)

Italian CD single
1. "We Are Golden"  	3:58
2. "We Are Golden" (Bob Sinclar's Big Room Remix)	6:38
3. "We Are Golden" (Calvin Harris Remix) (Radio Edit)	3:34
4. "We Are Golden" (Calvin Harris Club Mix)	6:28
5. "We Are Golden" (Mirwais Vocal Mix)

## Posição nas paradas musicais
| Paradas (2009)                     | Melhor Posição |
| ---------------------------------- | -------------- |
| Australian Singles Chart           | 10             |
| Austrian Singles Chart             | 17             |
| Belgian Singles Chart (Flanders)   | 9              |
| Belgian Singles Chart (Wallonia)   | 7              |
| Canadian Hot 100                   | 15             |
| Czech Airplay Chart                | 39             |
| Dutch Singles Chart                | 20             |
| Eurochart Hot 100 Singles          | 4              |
| França                             | 19             |
| Alemanha                           | 29             |
| Hungria                            | 10             |
| Irlanda                            | 14             |
| Israeli Singles Chart              | 8              |
| Italian Singles Chart              | 3              |
| Japan Hot 100                      | 15             |
| Norwegian Singles Chart            | 16             |
| Romanian Top 100                   | 71             |
| Slovak Airplay Chart               | 26             |
| Spanish Singles Chart              | 37             |
| Spanish Airplay Chart              | 14             |
| Spanish Physical Singles Chart     | 1              |
| Swedish Singles Chart              | 30             |
| Swiss Singles Chart                | 11             |
| UK Singles Chart                   | 4              |
| U.S. Billboard Hot Dance Club Play | 5              |

### Final do ano
| Parada (2009)         | Posição |
| --------------------- | ------- |
| Italian Singles Chart | 50      |
| Romanian Top 100      | 54      |
| UK Singles Chart      | 170     |